# Euchilia cupricollis
Euchilia cupricollis är en skalbaggsart som beskrevs av Waterhouse 1879. Euchilia cupricollis ingår i släktet Euchilia och familjen Cetoniidae. Inga underarter finns listade i Catalogue of Life.